# ジネディーヌ・ジダン
ジネディーヌ・ヤジッド・ジダン（仏: Zinedine Yazid Zidane 発音例、カビル語：Zinəddin Lyazid Zidan、阿: زين الدين يزيد زيدان、1972年6月23日 - ）は、フランスの元サッカー選手、現サッカー指導者。元フランス代表。現役時代のポジションはミッドフィールダー（攻撃的ミッドフィールダー、左ミッドフィールダー）。愛称はジズー（Zizou）。
サッカー史上最高の選手の1人とみなされている。選手としては、1989年から2006年まで司令塔の役割だった。FIFA最優秀選手賞、バロンドール、ゴールデンボール賞などの個人タイトルに加え、所属チームではワールドカップ、欧州選手権、チャンピオンズリーグ、リーガ、セリエAなどの主要タイトルをすべて獲得した。UEFAゴールデンジュビリーポールでは、フランツ・ベッケンバウアーやヨハン・クライフらを抑えて1位に選ばれた。FIFA100選にも名を連ねている。
監督としてもレアル・マドリードの助監督やBチームの監督を務めた後にトップチームの監督に就任。2016年1月4日トップチームに就任すると、1年目でクラブをチャンピオンズリーグ制覇に導いた。2017年には、史上初めてとなるチャンピオンズリーグ連覇を達成し、選手、監督双方でオンズドール、FIFA最優秀賞を受賞した初めての人物となった。レアル・マドリードへ史上初となるチャンピオンズリーグ3連覇など数々のタイトルをもたらし、2018年5月31日に自ら辞任した。しかし成績不振のチームを立て直すため、再び2019年3月11日トップチームの監督に就任し、2020-21シーズン終了まで指揮を取った。
アルジェリアの少数民族カビール人（→ベルベル人）の両親の元に生まれたため、フランスでは「北アフリカ移民の星」としての象徴的な人気もある。

## 誕生から幼少期
兄5人と姉1人と、ジダンの7人兄姉弟の末っ子としてフランスマルセイユで生まれた。両親は、アルジェリア独立戦争が起きる少し前の1953年にフランス領アルジェリアからパリに移住してきた少数民族ベルベル人で、一家は1968年から港町マルセイユ北部の北アフリカ移民が集まって住む一角で暮らし始め、やがて1972年にジダンが生まれた。
父のイスマイルは倉庫番とデパートの夜間警備員で、母のマリカは主婦だった。一家が居住していたカステラン地区という場所は、失業率が高く、犯罪発生率も高い区域だったが、一家の暮らしは快適な方だった。ジダンが5歳の頃に兄や近所の子どもたちと家の近くにあった800平米「おおよそバスケットコート２面分の広さ」ほどの広場でサッカーを始めた。これがジダンとサッカーの出会いだった。兄たちのうち、三兄のノルディーヌは自身と同じくらいサッカーの素質があったという。
オリンピック・マルセイユのファンであり、特にブラジュ・スリシュコヴィッチ、エンツォ・フランチェスコリやジャン＝ピエール・パパンがお気に入りだった。子供時代は父親の影響で柔道もしており、11歳の時に茶帯だった。

## 選手経歴

### クラブ

#### プロ入り前
9歳で地元クラブのASフォレスタに加入すると、すぐにその才能を認められチームキャプテンに抜擢された。10歳の時には隣の地域にあるUSサン=タンリというASフォレスタよりも格上のチームの一員となった。
1983年に、SOセプテーム・レ・ヴァロンに加入した。しばしばプロヴァンス地方の選抜チームでもプレーしたが、多くの出場機会には恵まれなかった。14歳の時に参加したエクス＝アン＝プロヴァンスでの3日間のトレーニングキャンプで、ASカンヌのスカウトであるジャン・ヴァローの目に止まった。再びヴァローが見に来た試合、ジダンは他選手の欠場によってリベロのポジションに入り、決していいプレーを見せることはできなかったものの、ヴァローはカンヌでのトレーニングをジダンに提案した。マルセイユを離れてカンヌでホームステイをする提案にジダンの父親は反対したが、貧しかった一家では受けられない教育を受けさせることができると考えた母親はこれに賛同し、ジダンはマルセイユを離れることになった。

#### カンヌ
家族の元を離れてカンヌのユースに加入し、1988年にトップチームとプロ契約した。しかし1988-89シーズンのカンヌに当時16歳のジダンを出場させる余裕はなく、経験豊富な選手を重宝した。残留を確保し、リーグ戦残り2試合で迎えたFCナント戦で初招集を受け、試合時間残り12分のところで初出場を果たした。ジダンはゴールポストに直撃するシュートを放ち、資質の片鱗を見せた。翌シーズン、ジダンはリザーブチームと共に4部リーグでプレーするよう命じられた。
3年目の第3節AJオセール戦で先発出場したが、ジダンはパスミスによって観客からブーイングを受けるなどし、0-3で敗戦した。その後4試合先発から外された後にFCナント戦で復帰。1990年9月23日、地元クラブでありサポーターもしていたオリンピック・マルセイユとの試合でも活躍を見せ、この試合をきっかけにジダンは輝きを取り戻した。オセールとの2試合目では3-0で勝利して雪辱を果たし、11月24日から3月23日まで14連勝した。1991年2月10日のナント戦でプロ初得点を挙げ、それに対する特別ボーナスとして会長からルノー・クリオをプレゼントされた。3月24日のオリンピック・マルセイユ戦では試合にこそ敗れたものの、フランス・フットボールから「ディビジョン1で最も才能に恵まれた選手」と評された。1991-92シーズンは、UEFAカップでの躓きがきっかけでチームは勢いを失い、リーグの前半戦終了時で17位と低迷。パリで兵役に参加していたジダンの疲労も深刻であったが、それでも試合によっては輝きを放った。

#### ボルドー
シーズン終了後、350万フラン+4選手でFCジロンダン・ボルドーへ移籍。
移籍初シーズンは、左の守備的MFとしてプレー。35試合に出場して10得点を挙げ、UEFAカップ出場権を得た。1994年にはリーグ・アンの最優秀若手選手に選ばれた。1995年、ブラックバーン・ローヴァーズFCの監督をしていたケニー・ダルグリッシュがジダンとクリストフ・デュガリーの獲得に興味を示すも、会長は「ティム・シャーウッドがいるのに何故ジダンを欲しがるのか?」と語り、獲得することはなかった。1996年にはインタートトカップを勝ち上がり出場したUEFAカップで決勝まで進出。4回戦レアル・ベティス戦での35メートルのシュートや3-0で勝利を収めた準々決勝ACミラン戦2nd legなど好調なプレーを披露。決勝では敗れたものの、ユヴェントスの首脳陣をして「ミシェル・プラティニの後継者をみつけた」と言わしめた。

#### ユヴェントス
1996年7月に移籍金3500万フランでユヴェントスへ移籍。「海兵隊長」のニックネームで呼ばれるフィジカルコーチのジャンピエロ・ヴェントローネのフィジカルトレーニングとメディカルスタッフのケアによって強靭な肉体を手に入れた。加入当初は厳しいトレーニングで疲れ、何度か吐きそうになったという。コッパ・イタリア2回戦のフィデーリス・アンドリア戦で公式戦デビュー、9月8日のレジアナ戦でセリエAデビューした。第3節のペルージャ戦ではレッドカードで退場処分となるなど、当初は本来の実力を発輝出来ずにいた。このことから多くの批判を受けたものの、当時監督だったマルチェロ・リッピはジダンを起用し続けた。リッピはジダンの最も適したポジションを試行錯誤し、当初のセントラルMFから2トップの下の攻撃的なポジションに置いた。そのことから徐々にチームに順応し、10月20日のインテル戦で移籍後初得点を挙げた。この試合をきっかけにユヴェントスのファンから認められ始めた。試合前にチームメイトのラファエレ・アメトラーノから「今日、お前はゴールを決めて俺達を勝たせる」と言われていたジダンは、得点を決めた後ベンチのアメトラーノを指さして駆け寄り抱擁を交わした。このシーズン、ユヴェントスはセリエA、インターコンチネンタルカップ優勝を飾り、ジダンはキャリア初のメジャータイトルを獲得した。しかし、UEFAチャンピオンズリーグでは準決勝のアヤックス戦、第2戦で1ゴール2アシストの活躍を見せたが、決勝でボルシア・ドルトムントに敗れた。このシーズンは公式戦44試合で7得点を記録した。
その後、ユヴェントスには5シーズン在籍し、デルピッポと称されたアレッサンドロ・デル・ピエロとフィリッポ・インザーギの2トップを操るトップ下の位置でプレー。2度のリーグ優勝に貢献したほか、UEFAチャンピオンズリーグにも1996-97、1997-98シーズンと2年連続で決勝進出を果たした。しかし、ジダンが移籍する前の1995-96シーズンでユヴェントスはUEFAチャンピオンズリーグを優勝しており、レキップ紙はジダンを不吉の象徴として黒猫と呼んだ。
1997-98シーズン、公式戦44試合で11得点を挙げ、確たるプレーを見せて地位を確立、リーグ優勝も果たした。1999-2000シーズン、ジダンは好調を維持し、クラブも第26節終了時点で17勝8分1敗の成績でシーズンのほとんどで1位をキープ。しかし最終8試合で4敗を喫し、最終節のペルージャ戦でも0-1で敗戦。2位のSSラツィオが勝利したため、勝ち点1差で優勝を逃した。ジダンは「私たちは1年間こつこつとつらい仕事をしてきたが、最終節ですべてを失った。こんなことならもっと早く負けていればよかった」と無念さを滲ませた。翌シーズン、カルロ・アンチェロッティは3ボランチを置くフランス代表に近いフォーメーションを敷き、同郷のダビド・トレゼゲも加入した。ユヴェントスは上々のスタートであったが、2000年10月25日、UEFAチャンピオンズリーグのハンブルガーSV戦でジダンはヨヘン・キーンツのファウルに対して頭突きの報復行為を行ったことによって5試合の出場停止処分を受けた。この試合ではエドガー・ダーヴィッツもレッドカードを受けて9人での戦いを強いられ、1-3で敗北した。その翌日のガゼッタ・デロ・スポルトでは「ジダンとダーヴィッツがユーヴェを沈ませた」との見出しで批判された。2週間後のパナシナイコスFC戦でもユヴェントスは負け、UEFAチャンピオンズリーグを予選敗退した。また、より開放的でテクニカルなスペインリーグでのプレーを望んだことやスペイン人の夫人が母国で暮らすためにイタリアを離れたがっていたことなどから、クラブに何度も移籍を訴えた。ユヴェントスのオーナーであったジャンニ・アニェッリは、「問題はジダンじゃなくて奥方にある。私には彼女をどうすることもできない」と語っていた。

#### レアル・マドリード
2000年8月23日、モナコで行われた欧州サッカー連盟のレセプションで偶然レアル・マドリード会長のフロレンティーノ・ペレスが同じテーブルとなった。その際にペレスは「レアル・マドリードに来たいか?」と英語で書いた紙ナプキンをジダンに見せて問い、ジダンはそれに「イエス」となぐり書きして答えた。2001年7月、当時史上最高額となる9000万ユーロの移籍金でレアル・マドリードに移籍。

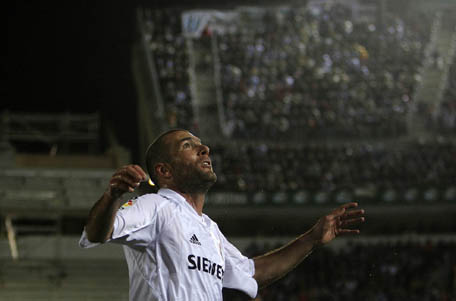
レアル・マドリードでのジダン（2005年）

ジダンはユヴェントス時代と同じ背番号21番を望んでいたが、サンティアゴ・ソラーリがすでに使用していたことやペレスが大きな背番号をつけることを好まなかったこともあり前年に引退したキャプテンであるマヌエル・サンチスの5番を継いだ。当時のクラブと代表双方でキャプテンを務めていたフェルナンド・イエロやツートップを組んでいたラウル・ゴンサレスとフェルナンド・モリエンテス、また超攻撃的左サイドバックのロベルト・カルロスや自身と同じくバロンドール受賞経験者のルイス・フィーゴら豪華なタレントを擁し、銀河系軍団と称されたチームの攻撃陣の中心として活躍した。また、当時のレアル・マドリードの補強、チーム作りの方針は「ジダネス&パボネス」（ジダンなどのスター選手とフランシスコ・パボンなどのカンテラ選手の共存）と呼ばれた。
加入当初は親しい友人に「こんなことなら引退してしまいたい」とこぼしたほどマスコミからのプレッシャーに追い詰められ、スペインでの生活への順応にも苦戦していたが徐々にチームに馴染み、特に2001-02シーズンのUEFAチャンピオンズリーグ決勝戦、バイエル・レバークーゼン戦での決勝点となったボレーシュートは、CNNなどのメディアでサッカー史上最も素晴らしいゴールの一つと評価され、「永遠に伝説として語られることになるゴール」（レキップ）、「ジダンは神に祝福されている」（フランス・フットボール）と賞賛された。1対1の同点で迎えた前半44分、ロベルト・カルロスが左サイドから送った山なりのボールを、ペナルティエリアの外から左足でダイレクトボレーシュート。ボールは綺麗な弧を描きゴール左上隅に突き刺さった。このゴールが決勝点となり、ジダンはキャリア初のUEFAチャンピオンズリーグ制覇を成し遂げた。
2002-03シーズンは自身と同じくバロンドール受賞経験者のロナウドが加入し、リーガ・エスパニョーラ、UEFAスーパーカップ、インターコンチネンタルカップ制覇の3冠を達成。2003年は自身3度目となるFIFA最優秀選手賞を受賞した。
2003-04シーズンは2試合合計4-2でRCDマヨルカを下しスーペルコパ・デ・エスパーニャを手にしたが、それがレアル・マドリードにおいてジダンの最後のタイトルとなった。
ジダンの最終シーズン、セビージャFCを相手にキャリア初のハットトリックを達成した。2005-06シーズンの途中に、2006 FIFAワールドカップでの引退を発表。2006年5月7日、エスタディオ・サンティアゴ・ベルナベウでの最終戦となるビジャレアルCF戦前に行われた引退式では8万人を超えるファンが集まり、クラブもその日のために「Zidane 2001-2006」と刺繍されたユニフォームを用意した。その試合ではデビッド・ベッカムのクロスから得点も決めた。試合終了1分前にフアン・ラモン・ロペス・カロはジダンを交代させ、花道を提供した。その後、スタンド下の通路でフアン・ロマン・リケルメと抱擁し、ユニフォーム交換を行った。ジダンの最終シーズンは、リーグ28試合でチームトップであるロナウドに次ぐ9得点、デビッド・ベッカムと並んでチームトップタイの10アシストを記録した。ワールドカップ後に現役を引退した。

### フランス代表
1988年、スペインのマラガで行われたU-16欧州選手権で、初めてフランス代表としてプレーした。しかし、フランスは予選落ちしてしまい、ジダン自身も良い結果を残すことができなかった。その後も様々なカテゴリでフランス代表に選ばれた。

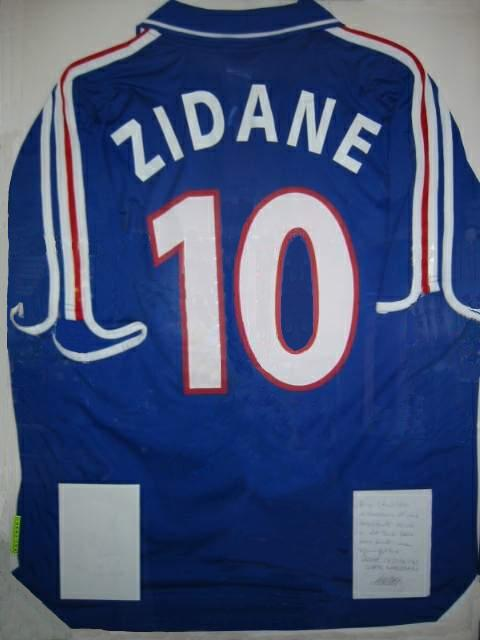
ジダンのフランス代表ユニフォーム

1994年8月17日、チェコ戦でA代表デビュー。ユーリ・ジョルカエフの負傷によって追加招集されたジダンは、2点ビハインドの状態でコランタン・マルタンに代わり後半18分から出場。途中出場ながら2得点を挙げ、この試合をきっかけに代表に定着した。UEFA EURO '96予選、ジダンは最初の2試合に途中出場したが、2試合とも引き分けに終わり、その後の数試合は出場機会を与えられなかった。1995年4月26日のスロバキア戦で再び招集されると、「キャリアの中で最も重要な試合になる」と語ったこの試合で正ポジションを得たジダンは、フランスの4得点のうち2得点に絡んだ。10月11日にブカレストでのルーマニア戦では、ジダンのハーフボレーでのゴールなどで3-1とホームで5年間無敗を誇ったルーマニアを破った。最終戦サッカーイスラエル代表戦でも2-0で勝利し、UEFA EURO '96出場権を得た。これらの活躍によってジダンは代表での地位を磐石のものとした。
1996年のEURO1996直前、ジダンは運転中に事故を起こした。大会までに怪我は回復したもののコンディションは悪かったが、中心選手の一人として臨み、全試合に出場、チームはベスト4に進んだが、チェコにPKの末に敗れた。自身は「ずっと痛みを抱えながらプレーしており、準決勝では出場を自ら辞退しようとした」と語っている。
1998年、1月28日にスタッド・ド・フランスのこけら落としとなるスペイン戦ではその日唯一の得点を挙げた。同年地元フランスで開催されたワールドカップに出場。グループステージ初戦南アフリカ戦は勝利を収めたが、ジダンは2戦目サウジアラビア戦で相手キャプテンのフアド・アミンを踏みつけ、一発退場となってしまう。ジダンを欠いたフランス代表であったがグループリーグ最終戦でデンマークを2-1で下し、3戦全勝でグループリーグ突破。その後もフランス代表は勝ち進み、決勝戦でジダンはヘディングで2得点をあげるなどの活躍をし、フランスの初優勝に大きく貢献した。その後、優勝のお祝いの際にエッフェル塔にジダンの顔が掲げられた。この活躍で名を上げたジダンは、この年のバロンドール、FIFA最優秀選手賞を受賞。W杯で優勝した22人のメンバー、監督はレジオンドヌール勲章のシュヴァリエ（Chevalier、騎士）の階級を与えられた。UEFA EURO 2000でも優勝し、大会最優秀選手、そして2度目のFIFA最優秀選手賞を受賞した。
前回王者として臨んだ2002年、FIFAワールドカップ・日韓大会では大会直前の韓国との親善試合で左太もも肉離れを起こし、さらにその試合で受けたタックルによって膝も痛めてしまった。その影響でワールドカップ本戦には包帯を巻いて強行出場したデンマーク戦1試合の出場にとどまり、フランス代表も2敗1分の成績でグループリーグで敗退した。
2004年に行われたEURO2004初戦のイングランド戦では、1点をリードされて迎えた後半90分にジダンのフリーキックから同点にすると、その2分後にティエリ・アンリの得たPKをジダンが決めて劇的な逆転勝利を果たした。しかしその後のフランスは精彩を欠き、ジダンは大会3得点を挙げるも、代表はベスト8で敗退。大会終了後の8月、自身のホームページでのインタビューにて、有望な若手選手に道を譲るために代表引退を発表した。

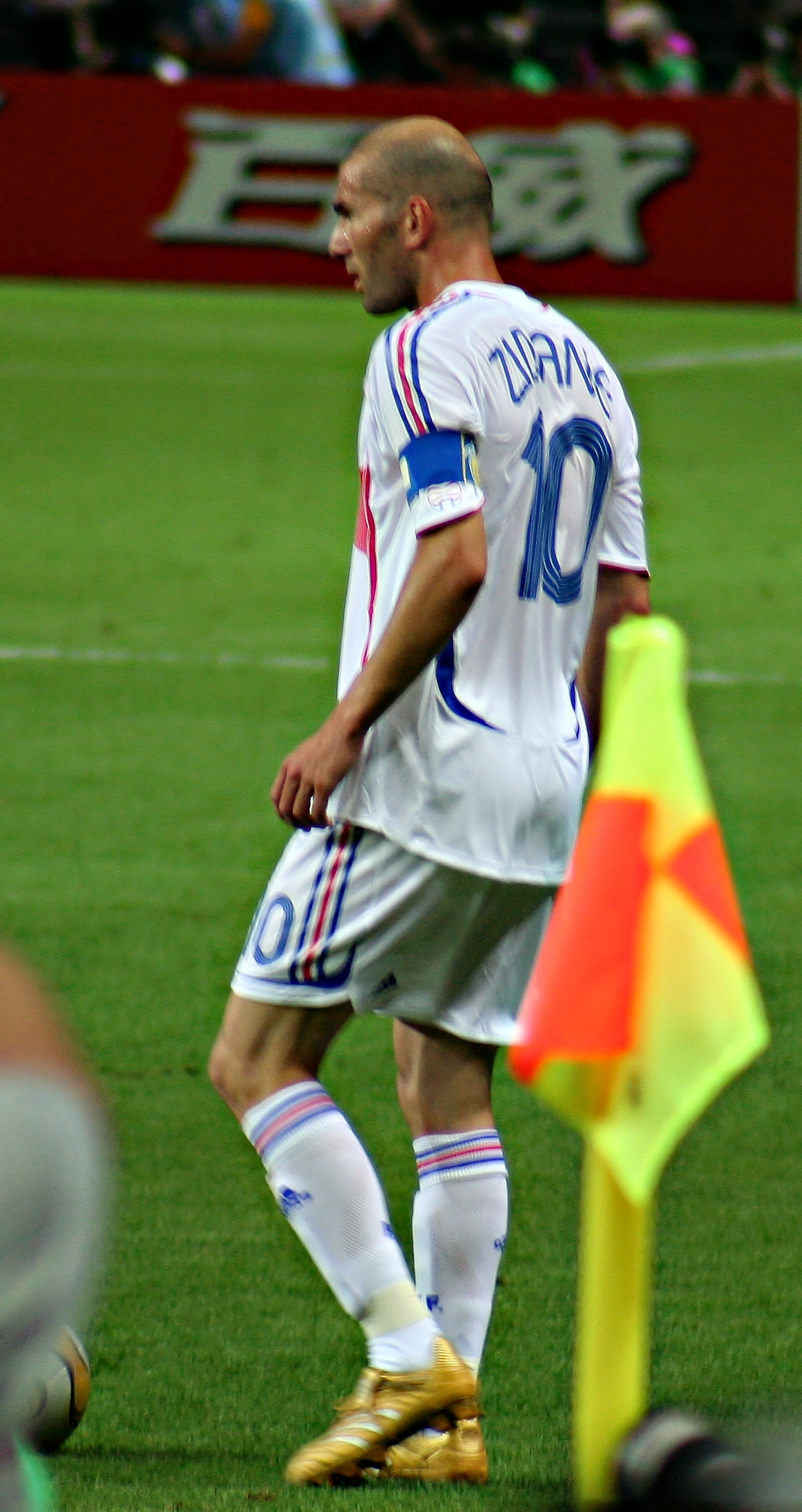
2006W杯決勝

2005年、フランスがFIFAワールドカップ・ドイツ大会予選敗退の危機に陥るとレイモン・ドメネク監督やキャプテンのパトリック・ヴィエラの説得を受け、ジダンを代表デビューさせたジャケが公式の場で引退を悔やみ、更にはジャック・シラク大統領やスポーツ大臣のジャン=フランソワ・ラムールが代表復帰のために尽力すると言った。そうした後押しの中でクロード・マケレレ、リリアン・テュラムと共にフランス代表に復帰することをオフィシャルサイトで表明。携帯電話会社のオレンジグループは、代表復帰発表の翌日に、フランスの新聞各紙に「Tu nous as tellement manque!（あなたがいなくてどれだけ寂しかったか!）」という広告と共にジダンのインタビューが有料で聞くことができる電話番号を掲載。レキップ紙は「彼が戻ってくる!」と見出しを掲げ、国家的な大事件として扱われた。復帰発表の2週間後に行われたフランス世論研究所の調査では、73%の人がワールドカップ本大会に出場できると答えた。復帰後初戦のコートジボワール戦では3-0での勝利に貢献。アンリは「神が帰ってきた」とコメントした。ヴィエラからキャプテンマークを譲り受け、予選敗退危機にあったフランスを本大会出場へ導いた。
大会後の引退を公言して臨んだ本大会では、グループリーグ序盤では低調だったものの、試合を重ねるごとに復調し、フランスも決勝戦まで進出した。準々決勝ブラジル戦ではアンリの決勝ゴールをアシストし、この試合のMVPに選ばれた。これまでジダンのアシストからアンリがゴールを決める場面は、共に出場したフランス代表55試合で1つもなく、メディアからの批判を受けていたが、これが初めてにして唯一のアシストとなった。試合後、ペレはジダンについて「魔法使いだった」と賞賛した。準決勝はリカルド・カルヴァーリョがアンリを倒したことによって得たPKを決め、その得点が決勝点となってポルトガル代表を下した。これによりポルトガル代表の19連勝及び前回大会でブラジル代表を率いていたルイス・フェリペ・スコラーリのワールドカップ12試合負けなしの記録をストップさせた。試合後は、レアル・マドリード時代のチームメイトであり共にキャプテンを務めていたルイス・フィーゴとユニフォーム交換を行った。
決勝のイタリア戦ではジャンルイジ・ブッフォンに対してパネンカと呼ばれるチップキックでPKを決め、キャリア最後となる得点で先制点を挙げた。延長戦後半、マルコ・マテラッツィから何事か挑発された際に頭突きを食らわせ、一発退場となって、現役最後の試合を終えた。試合はPK戦になりフランス代表は負けて準優勝に終わったが、大会中の活躍が評価されMVPを受賞した。また、試合後にはジャック・シラク大統領もコメントを残した。
この2006年ワールドカップ後の一連の騒動では、マテラッツィがジダンの人種や家族を侮辱した発言をしたという疑惑が上がり、ジダンの人種問題が取り上げられた。
ワールドカップ通算12試合5得点、欧州選手権通算13試合5得点。ワールドカップ決勝通算3得点はヴァヴァ、ペレ、ジェフ・ハーストと並び史上最多タイ、また2大会に渡る決勝戦でのゴールはヴァヴァ、ペレ、パウル・ブライトナーに続き史上4人目。

## 現役引退後
ワールドカップ決勝での頭突きにより、国際サッカー連盟から7500スイス・フラン（約70万円）の罰金と3日間の社会奉仕活動の処分を科せられた。2006年11月に、同年ノーベル平和賞を受賞したムハマド・ユヌスに招かれるとともに、両親の出身地であるアルジェリアの大統領であるアブデルアジズ・ブーテフリカの元を訪ねた。ブーテフリカからは、公式に面会の場を設けられた。

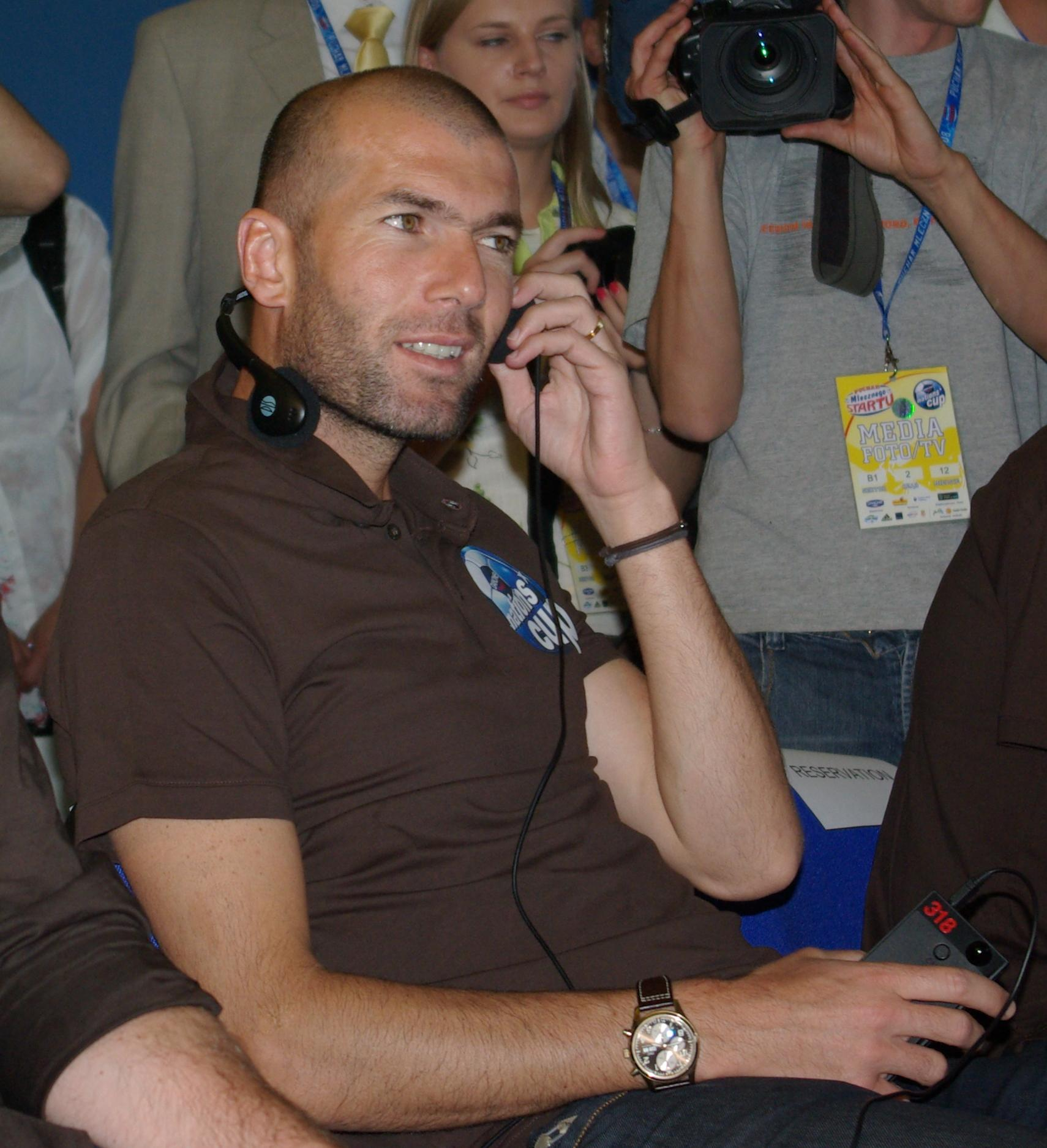
ダノンネーションズカップに出席したジダン（2008年）

引退後はフランスのテレビ放送局Canal+で解説者を務めていたが、2009年6月1日、自身を呼び寄せたフロレンティーノ・ペレスが再びレアル・マドリードの会長となったことを受け、クラブアドバイザーに就任した。その後、ジョゼ・モウリーニョにチームの近くにいることを要請され、それを快諾。UEFAチャンピオンズリーググループリーグのアヤックス戦よりチームに同行することとなった。2011年5月、モウリーニョとの対立からクラブのゼネラルディレクターを務めていたホルヘ・バルダーノが解任され、レアル・マドリードはゼネラルディレクター職を廃止。それまでスポーツディレクターの職に就いていたホセ・アンヘル・サンチェスがクラブの強化部門における最高責任者を務めることとなった。その後任として、ジダンはスポーツディレクターに就任した。
2009年、1998年に拝受したレジオンドヌール勲章のシュヴァリエの階級からオフィシエ（Officier、将校）に昇格した。UEFA EURO 2016誘致の際には、ニコラ・サルコジ大統領と共にフランスのプレゼンテーションを行った。また、2022年のFIFAワールドカップでは、カタールの招致アンバサダーとして招致活動を行った。2011年2月、サッカー選手としてはペレ、ヨハン・クライフ、フランツ・ベッケンバウアーに次いで4人目となるローレウス世界スポーツ賞の生涯功労賞を受賞した。
2012-13シーズンにはスポーツディレクターの職をフェルナンド・イエロに譲り、レアル・マドリードの下部組織に重点を置いた活動を行った。2013年にUEFA公認の指導者ライセンスを取得し、レアル・マドリードにてかつての恩師であったカルロ・アンチェロッティのアシスタントコーチとして2013-14シーズンよりレアル・マドリードのトップチームの副監督に就任した。
2014年7月、レアル・マドリード・カスティージャの助監督に就任した。ジダンはスペインリーグの2部B以上のチームを率いるために必要なレベル3のコーチライセンスを取得していなかったため、名目上はサンティアゴ・デニア・サンチェス監督を補助する助監督という立場であったが、実質的に監督としての振る舞いをしていたことが問題視された。2014年10月27日、正しい指導ライセンスを所有していないとして、スペイン・サッカー協会から3か月間の活動停止処分を受けた。その後レアル・マドリードの上訴がスポーツ仲裁裁判所に受け入れられ、スペインサッカー連盟も処分を撤回した。
2015年にUEFAプロライセンスを獲得した。

### レアル・マドリード監督

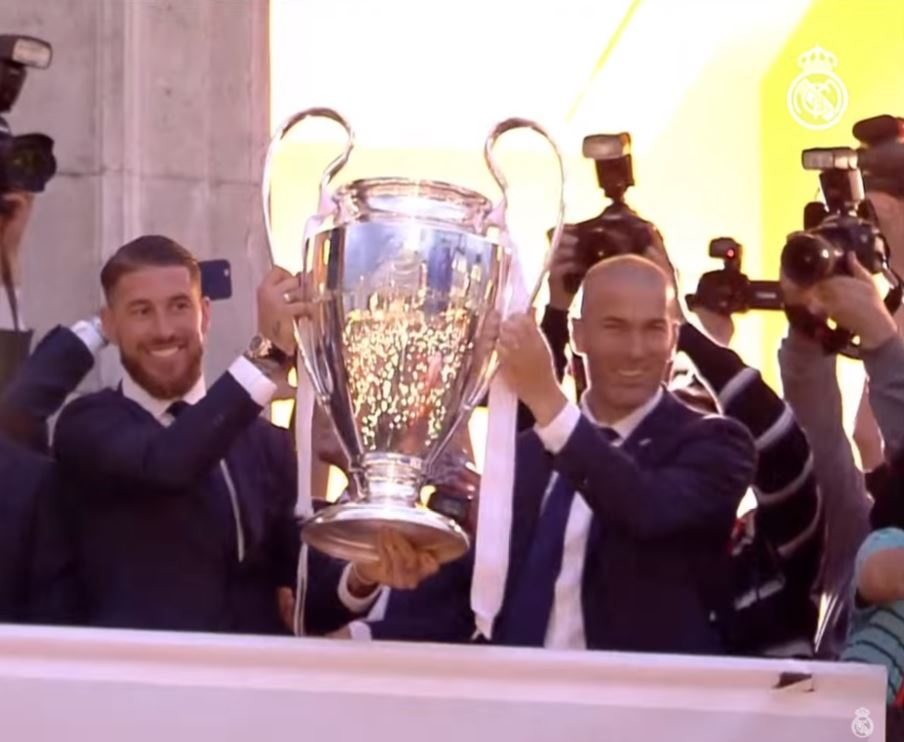
セルヒオ・ラモスとビッグイヤーを掲げるジダン（2016年）

2016年1月に、解任されたラファエル・ベニテスの後任としてレアル・マドリードの監督に就任。初陣となった9日のデポルティーボ・ラ・コルーニャ戦ではギャレス・ベイルのハットトリックを含む5-0で勝利した。レアルの監督となって初となるUEFAチャンピオンズリーグの試合ではクリスティアーノ・ロナウドやヘセ・ロドリゲスのゴールでASローマに2-0で勝利した。4月2日にカンプ・ノウで行われたエル・クラシコでは2-1で勝利した。5月28日に行われたUEFAチャンピオンズリーグ 2015-16 決勝では、アトレティコ・マドリードをPK戦の末に下し、優勝を達成した。この優勝で、史上7人目となる選手・監督の両方でUEFAチャンピオンズリーグ(旧チャンピオンズカップも含む)優勝を達成した人物となった。
2016年11月2日のUEFAチャンピオンズリーグ、レギア・ワルシャワ戦で監督として100試合を達成した。クラウディオ・ラニエリ（レスター・シティFC）、フェルナンド・サントス（ポルトガル代表）とともにFIFAより年間最優秀監督の最終候補に選出された。リーガ15節のデポルティーボ・ラ・コルーニャ戦での勝利により連続無敗記録を35試合とし、クラブ記録を樹立した。その後も無敗記録を40試合に伸ばしてFCバルセロナが保持していたスペイン記録を更新した。2016-2017シーズンは、過密日程も考慮してローテーションを敷いて選手の体調管理に気を配り、欠場を嫌うことで有名なエースのFWロナウドですら例外なく休養を与えた。その結果、大事なシーズン終盤戦でもチームは息切れすることなく、リーグ戦を逃げ切り、2011-12シーズン以来、5年ぶりのプリメーラ・ディビシオン優勝に導いた。その勢いのまま史上初の二連覇を目指すUEFAチャンピオンズリーグでも勝ち進み、決勝戦の相手は奇しくもジダンの古巣ユヴェントスFCであったが、4-1で勝利し、UEFAチャンピオンズリーグ改称後初の二連覇という快挙を成し遂げた。またレアル・マドリードは1957-58シーズン以来、59年ぶりの二冠達成であった。同年、オンズドール年間最優秀監督賞、FIFA最優秀監督賞を受賞した。
2017-18シーズンは国内ではスーペルコパ・デ・エスパーニャを制したが、コパ・デル・レイでは準々決勝で敗退し、リーグ戦では3位であった。しかし、UEFAチャンピオンズリーグでは3年連続で決勝に勝ち進みリヴァプールFCを下して優勝した。これにより、チームが持つ大会最多優勝回数を更新し、大会初の3連覇を成し遂げた。このシーズンをもって監督を退任した。
2018-19シーズンは、成績不振により解任されたサンティアゴ・ソラーリの後任としてフロレンティーノ・ペレス会長から復帰の電話を2度に分けて貰い、2度目にしてOKサインを出したことによりレアル・マドリード監督への復帰が決まった。翌2019-20シーズンはフェデリコ・バルベルデの台頭などもあり好調を維持、アトレティコ・マドリードとの試合を制し監督として10個目のタイトルであるスーペルコパを獲得した。公式戦187試合での10タイトル目というハイペースであり、監督としてレアル・マドリード最多獲得タイトルの記録を持つミゲル・ムニョスが10個のタイトルを獲得するのに8年の期間を要したのに対し、ジダンは3年10ヶ月での達成となった。FCバルセロナを勝ち点差2で追う展開でCOVID-19によりリーガが中断するも、再開後には10連勝を記録するなど好調を見せて逆転優勝を果たし、リーガ最優秀監督に贈られるミゲル・ムニョス賞を初受賞した。しかし、2020-21シーズンは最終節までアトレティコ・マドリードと首位を争うも無冠に終わり、同シーズン終了後の2021年5月27日に辞任したことが発表された。

### F1
2023年シーズンからアルピーヌF1チームのブランド・アンバサダーに就任。モータースポーツ及び自動車産業における機会均等を推進するプログラム「RAC（H）ER」ならびに、若手技術者の発掘と支援を目指す「コンクール・イクセレンス・メカニック」のスポンサーを務める。

## 人物

### 選手としての特徴
攻撃的なミッドフィールダーであり、味方の選手に的確なパスを出すなどの攻撃の中心的な役割を果たすとともに、チャンスと見ると自らもシュートを決める得点力を兼ね備えた。高いボディーバランスと複数のアクションを組み合わせる能力を持ち、非常に正確なボールタッチ、パス、シュート、コントロール、ドリブルなどのプレーはバレエの優雅さに例えられる。エネルギッシュに仲間をリードするタイプではなかったが、カリスマ性でチームの先頭を走った。
当時、イタリアではアリゴ・サッキのゾーンプレスが浸透してトップ下のポジションは絶滅の危機を迎え、ロベルト・バッジョやアレッサンドロ・デル・ピエロらファンタジスタが激しいプレッシャーを受けるミッドフィールダーからセカンドトップにポジションを変更していた。しかし、鮮やかなテクニックを持ちながら185センチの強靭な体躯を持つジダンは相手のプレッシングを受けてもボールをキープして時間を作り出し、また守備時にはセントラルハーフとして戦うこともできたためトップ下のポジションでユヴェントスFCの中心に君臨した。プレスをしても奪えないジダンに対してプレスを強めれば強めるほど裏に大きなスペースが広がり、結果としてフリーとなった周囲の選手にプレスを受けながら繋いで相手を崩していく。
1998年のFIFAワールドカップ決勝や2002年のUEFAチャンピオンズリーグ決勝など印象的なゴールも多いが、ユヴェントスFC時代の監督であるカルロ・アンチェロッティは「私は練習でジダンを見て、大きなインパクトを受けた。スペクタクルだったね。しかし、彼はもっとやれたはずだ。より多くのゴールを記録していてもおかしくなかった」と指摘している。

### 人となり

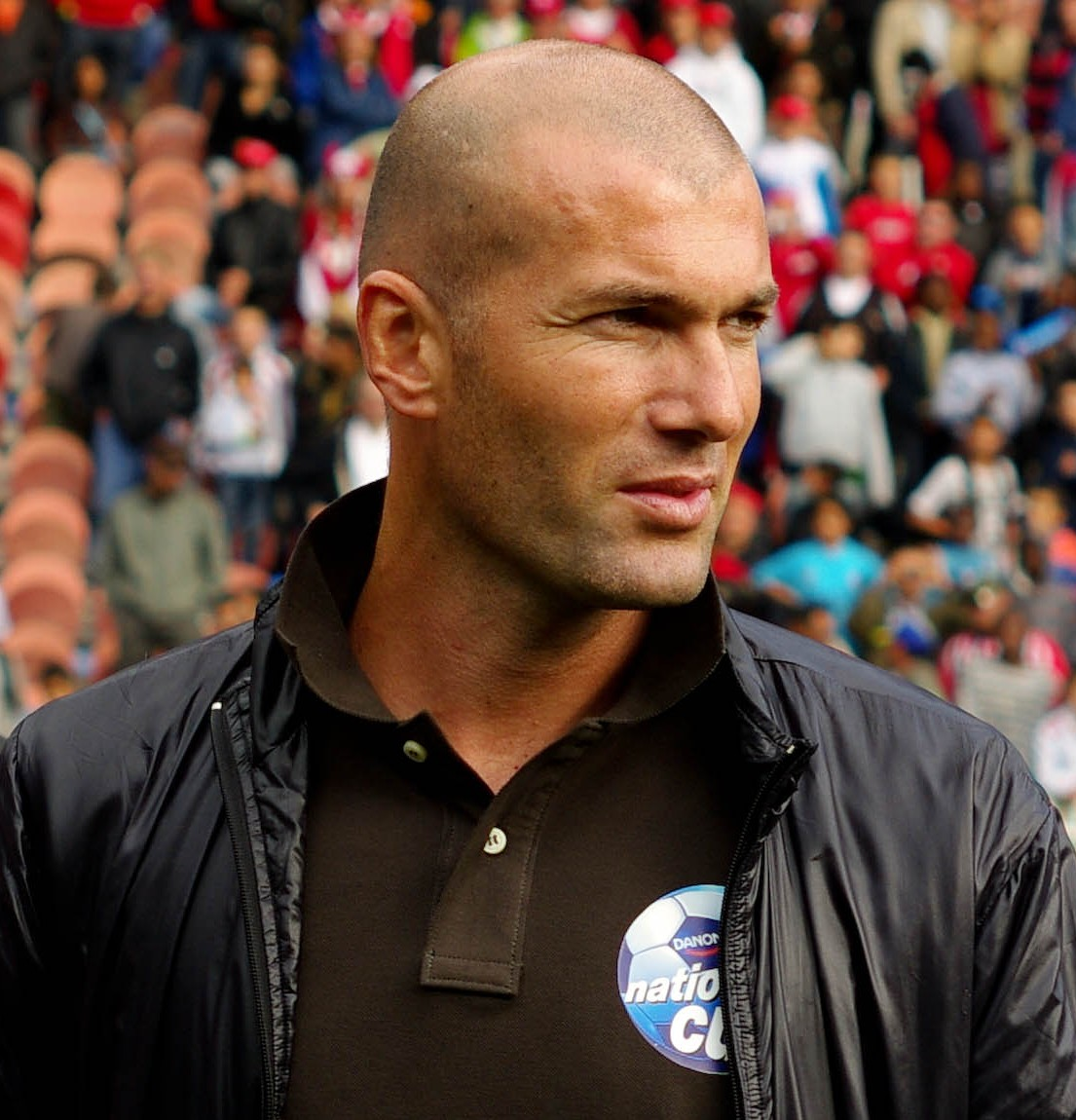
ダノンネーションズカップでスタジアムを訪れたジダン（2008年）

試合に関しては気性の激しさで知られ、2006 FIFAワールドカップグループリーグの第二戦の韓国戦ではチームが同点ゴールを決められ、本人もイエローカードを受けて累積警告によって次戦の出場停止が決まり、同点のままロスタイムにトレゼゲと交代させられると、ロッカールームのドアを蹴って壊したこともある。（なお、その扉は「ジダンに壊された扉」としてスタジアムに保存されている）。
一方で、普段の性格は寡黙で内気と言われる。引退後に競技テニスをしたいと言っていた頃、ホテルに宿泊した際に、アンドレ・アガシとたまたま隣の部屋になった事があったが、内気さゆえに会いに行けなかったというエピソードや、2010年にフランス代表の一日コーチを引き受けて1998 FIFAワールドカップ、UEFA EURO 2000のビデオを観賞してスピーチを行った際に、ガエル・クリシーに「自分のビデオを見せながら照れていた」と明かされるといったエピソードがある。
ジダンとは対照的におしゃべりで気さくなクリストフ・デュガリーとは親友である。
2003年からはダノンネーションズカップの公式アンバサダーを務めるなど多くのチャリティーイベントに参加し、慈善活動にも熱心である。
マルセイユ出身のジダンはオリンピック・マルセイユのファンだが、父親がフランスに移住して初めて生活した場所であり、スタッド・ド・フランスもあるパリ郊外のサン＝ドニには第2の故郷と語るほど愛着を感じている。
フランス語以外に両親の母語であるベルベル語も話せる。また夫人がスペイン系であり、スペイン語も習得している。イタリアで5年間生活をしていたことから、イタリア語も理解出来る。

### 家族
17歳（ASカンヌ時代）の時に出会ったスペイン系フランス人のヴェロニック・フェルナンデスと1994年5月24日に結婚した。
兄弟のうち、ファリドとノルディーヌは、マルセイユ北部でジネディーヌの肖像権や放映権の管理会社を経営している。2019年7月13日、ファリドは癌により死去している。享年54歳。
4人の男子の子供がおり、長男のエンツォの名は地元オリンピック・マルセイユに所属し、幼少時からのアイドルであったエンツォ・フランチェスコリに因んでいる。4人ともジネディーヌと同じサッカー選手の道を進み、エンツォと次男のルカ、三男テオはプロサッカー選手となっている。四男・エリアスもレアル・マドリードの下部組織の出身で、フランスの年代別代表にも選ばれている。またレアル・マドリードの公式サイトの選手紹介では伝説的選手であった父親のプレッシャーを受けないようにするためか、母方のフェルナンデス姓で登録されている。
※2023-2024シーズン時点の所属先
- 長男 - エンツォ・ジダン（1995年3月24日 - ）ポジション：ミッドフィールダー　2024年現役引退。
- 次男 - ルカ・ジダン（1998年5月13日 - ）　ポジション：ゴールキーパー　 SDエイバル所属。
- 三男 - テオ・ジダン（2002年5月18日 - ）　ポジション：ミッドフィールダー　 レアル・マドリード・カスティージャ所属。
- 四男 - エリアス・ジダン（2005年12月26日 - ）ポジション：ディフェンダー　 レアル・ベティスU-19所属。

叔父のジャメル・ジダンもベルギーリーグのKRCヘンクなどで活躍した元サッカー選手でアルジェリア代表だった。

## 評価

### 選手としての評価

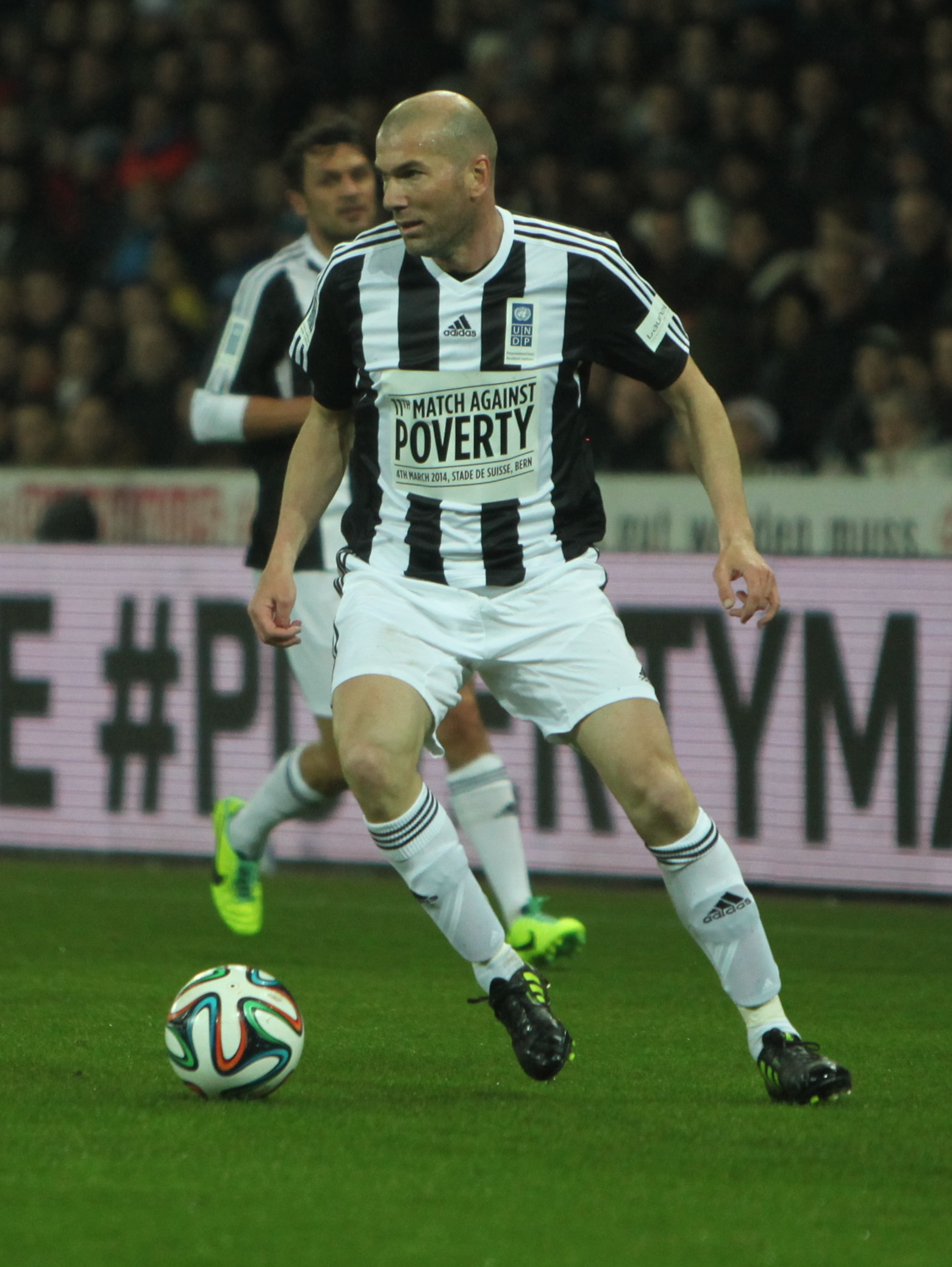
チャリティーマッチに出場したジダン

1990年代後半から2000年代前半にかけて「世界最高のサッカー選手」と称えられた。
- ジダンと1980年代に活躍したミシェル・プラティニは、フランスの2大スター選手とされる[102][118]。そのプラティニからは「コントロールやパスなど、基本的な技術に関してジダンは王だ。ボールを受け、コントロールすることにおいて誰も彼と同じことはできないだろう」と言われている[119]。

- ケビン・キーガンは、「誰もこんな選手は見たことがないと思うだろう。マラドーナは名選手だった。クライフも名選手だった。彼らは他と違っていた。だが似てはいた。ジダンはかけ離れている。ジダンのボールさばきは、まるで彼が通り抜けていく道を買っているようだ。彼を非常に特別にしているのは彼のヴィジョンだ」[120]と語った。

- ズラタン・イブラヒモビッチは、「ジダンは抜きん出ている。ジダンがピッチに入ると、他の10人の選手の動きまでが突然に良くなる。彼は他の星から来たようだ。魔法だ。」[121]と語った。

- パレイラからは怪物と呼ばれ、フランツ・ベッケンバウアーは「史上最高のプレイヤーの一人、本当に素晴らしい選手」とした[122]。

- アルフレッド・ディ・ステファノはジダンを「真の天才」と賞賛し、「少なくとも40歳まではプレーをしてほしい」と語った[123]。

- レアル・マドリードで共にプレーしたロベルト・カルロスは、2010年のレキップ紙のインタビューで「今まで見てきた中で一番の選手」と話した[124]。
- ベッカムは「史上最高の選手」と語った[125]。
- FCバルセロナなどで対戦したシャビ・エルナンデスは2010年のインタビューで、エル・クラシコにおいて最も苦労した選手に挙げて「1990年代から2000年代前半にかけてのベストプレイヤー」と語った[126]。
- ロナウジーニョは「歴代最高の選手で、自分のなかでのアイドルの1人」とし、ベストプレイヤーに名前を挙げた[127]。
- リオネル・メッシは「自分から試合後のユニフォーム交換をお願いしたのは1人だけ、それはジダンだ」と証言している[128]。

- イタリアのマルチェロ・リッピは、「私たちがこの20年間で見てきた中で、最も才能ある選手だ。」とした。

- ティエリ・アンリは、2005年にジダンが代表復帰を発表したとき、「ジダンが国際代表チームに戻ってくると知って、フランスの誰もが神の存在に気づいた。神が帰ってくる。これに尽きる。」と言った。

極限まで狭められた中盤のスペースを卓越したボールコントロールで生き抜いた最後のボールプレイヤーとも呼ばれている。

### 指導者としての評価

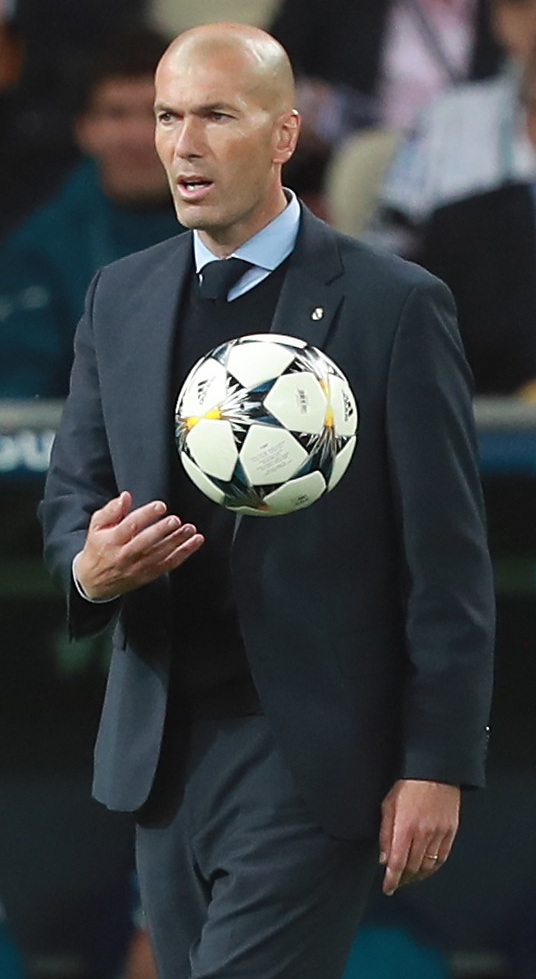
レアル・マドリードを率いるジダン（2018年）

現役時代にマルチェロ・リッピやビセンテ・デル・ボスケの下で指導を受け、引退後もジョゼ・モウリーニョやカルロ・アンチェロッティといった名監督を近い位置で見てきたこともあり、幅広い戦術オプションを有している。また、必要最低限の言葉を用いて選手たちをモチベートすることでロッカールームをうまくコントロールし、起用する選手のローテーションも積極的に行う。
デル・ボスケは「柔軟さにくわえ、思い切りもある」と評価し、デル・ボスケのアシスタントを長年務めたトニ・グランデはデル・ボスケとの特に人間的な部分での共通点を指摘し、「あれほどの選手だったのに、監督になってからもエゴを出さずに、発言も態度も常に柔らかい。冷静で、好戦的な発言をすることもない。」とし、銀河系軍団時代のレアル・マドリードで広報部長をしていたホアキン・マロートもUEFAチャンピオンズリーグで優勝する監督の共通点として「好戦的でないこと。監督として自分を押し出しすぎないこと。人としてまっすぐであること。」の3つを挙げ、ジダンの人となりがチームを率いることにも活かされていると語った。アンチェロッティは、常に学び続け、最新の情報を取り入れ、自身で経験を積んでおり偉大な指導者であると評価した。
監督としても現役時代と変わらない勝負強さを持ち、監督として戦ったタイトルが掛かった決勝戦全てで勝利を収めている（2020年2月現在）。その勝負強さは本人も認めている。

## エピソード
- ジダンの得意技「ルーレット」とは、ドリブルの途中、両足の裏でボールを転がしながら一回転をし、プレスに来た相手選手を躱す技である。彼が考案した技ではないが、トッププレーヤーでこの技を試合中に頻発させるのは彼以外にいないので、ジダンの代名詞ともなっている[137]。日本においては、ジダンの出身地がマルセイユであることから「マルセイユ・ルーレット」とも呼ばれ、少年サッカーのための指導材料としても使われている[138]。

- 世界的な人気、知名度から、アディダス、フランステレコム、アウディ、ボルヴィック、クリスチャン・ディオールなど多くの企業と広告契約を結び、日本でも2002年に日清食品のCMへ、2003年と2009年にACジャパン[注 2] のCMに出演している。また、2005年のビジャレアルCF戦におけるジダンを捉えたフランスのドキュメンタリー映画『ジダン 神が愛した男』が制作され、第59回カンヌ国際映画祭で招待上映された。

- ユヴェントス時代に禁止薬物エリスロポエチン（EPO）摂取のドーピング疑惑をかけられ、ジダンの頭を悩ませた。ユヴェントスの医師の裁判中、血液学者はアントニオ・コンテ、アレッシオ・タッキナルディのEPO使用痕跡の可否を行なったが、ジダンには「特別なことは何もなかった。大きな変化も認められなかった」とし、引退後に放送されたフランス3での検証番組でミシェル・オードラン教授も同様の内容を語った。

- アルジェリア系フランス人であるジダンは代表戦前の国歌斉唱を行わなかった。フランス国歌であるラ・マルセイエーズはフランス革命時に制作された軍歌であり、その中の「穢れた血」というフレーズは人種差別を連想されるという声が挙がっている。同様にミシェル・プラティニ（イタリア系）やパトリック・ヴィエラ（セネガル出身）、クリスティアン・カランブー（ニューカレドニア出身）らも国歌を歌わなかった[118][139]。

- 自身がプラティニの後継者と言われたように、ジダン2世またはジダンの後継者と称される選手も数多く存在する。フランス国内ではヨアン・グルキュフ[140] やサミル・ナスリ[141]、ムラド・メグニらがそう呼ばれるほか、アレックス・ファーガソンはカリム・ベンゼマについて「身体の使い方がジダンを思わせる」と語った[142]。また、現役時代に所属したレアル・マドリードにおいても、ホセ・マヌエル・フラドはカンテラ時代に「カンテラのジダン」と呼ばれていた。メスト・エジルがレアル・マドリードに移籍した時には「ドイツのジダン」と紹介され[143]、同じくヌリ・シャヒンは「左利きのジダン」と呼ばれた[144]。長男エンツォも父親と同様攻撃的MFとしてプレーし、レアル・マドリードの下部組織で10番を背負っていた。将来フランス、スペインどちらの代表を選ぶかが両国で大きな関心を集めるなど、名実ともにジダン2世として注目を集めた[145][146]。

## 個人成績

### クラブでの成績
| クラブ             | シーズン | リーグ       | リーグ | リーグ | カップ | カップ | 国際大会* | 国際大会* | その他* | その他* | 通算 | 通算 |
| クラブ             | シーズン | ディビジョン | 出場   | 得点   | 出場   | 得点   | 出場      | 得点      | 出場    | 得点    | 出場 | 得点 |
| ------------------ | -------- | ------------ | ------ | ------ | ------ | ------ | --------- | --------- | ------- | ------- | ---- | ---- |
| カンヌ             | 1988-89  | リーグ・アン | 2      | 0      | 0      | 0      | —         | —         | —       | —       | 2    | 0    |
| カンヌ             | 1989-90  | リーグ・アン | 0      | 0      | 0      | 0      | —         | —         | —       | —       | 0    | 0    |
| カンヌ             | 1990-91  | リーグ・アン | 28     | 1      | 3      | 0      | —         | —         | —       | —       | 31   | 1    |
| カンヌ             | 1991-92  | リーグ・アン | 31     | 5      | 3      | 0      | 4         | 0         | —       | —       | 38   | 5    |
| カンヌ             | 通算     | 通算         | 61     | 6      | 6      | 0      | 4         | 0         | 0       | 0       | 71   | 6    |
| ボルドー           | 1992-93  | リーグ・アン | 35     | 10     | 4      | 1      | —         | —         | —       | —       | 39   | 11   |
| ボルドー           | 1993-94  | リーグ・アン | 34     | 6      | 3      | 0      | 6         | 2         | —       | —       | 43   | 8    |
| ボルドー           | 1994-95  | リーグ・アン | 37     | 6      | 5      | 1      | 4         | 1         | —       | —       | 46   | 8    |
| ボルドー           | 1995-96  | リーグ・アン | 33     | 6      | 3      | 0      | 15        | 6         | —       | —       | 51   | 12   |
| ボルドー           | 通算     | 通算         | 139    | 28     | 15     | 2      | 25        | 9         | 0       | 0       | 179  | 39   |
| ユヴェントス       | 1996-97  | セリエA      | 29     | 5      | 2      | 0      | 10        | 2         | 3       | 0       | 44   | 7    |
| ユヴェントス       | 1997-98  | セリエA      | 32     | 7      | 5      | 1      | 11        | 3         | 1       | 0       | 49   | 11   |
| ユヴェントス       | 1998-99  | セリエA      | 25     | 2      | 5      | 0      | 10        | 0         | 1       | 0       | 41   | 2    |
| ユヴェントス       | 1999-00  | セリエA      | 32     | 4      | 3      | 1      | 6         | 0         | —       | —       | 41   | 5    |
| ユヴェントス       | 2000-01  | セリエA      | 33     | 6      | 2      | 0      | 4         | 0         | —       | —       | 39   | 6    |
| ユヴェントス       | 通算     | 通算         | 151    | 24     | 17     | 2      | 41        | 5         | 5       | 0       | 214  | 31   |
| レアル・マドリード | 2001-02  | プリメーラ   | 31     | 7      | 9      | 2      | 9         | 3         | 2       | 0       | 51   | 12   |
| レアル・マドリード | 2002-03  | プリメーラ   | 33     | 9      | 1      | 0      | 14        | 3         | 2       | 0       | 50   | 12   |
| レアル・マドリード | 2003-04  | プリメーラ   | 33     | 6      | 7      | 1      | 10        | 3         | 2       | 0       | 52   | 10   |
| レアル・マドリード | 2004-05  | プリメーラ   | 29     | 6      | 1      | 0      | 10        | 0         | —       | —       | 40   | 6    |
| レアル・マドリード | 2005-06  | プリメーラ   | 29     | 9      | 5      | 0      | 4         | 0         | —       | —       | 38   | 9    |
| レアル・マドリード | 通算     | 通算         | 155    | 37     | 23     | 3      | 47        | 9         | 6       | 0       | 230  | 49   |
| 通算               | フランス | フランス     | 200    | 34     | 21     | 2      | 29        | 9         | 0       | 0       | 250  | 45   |
| 通算               | イタリア | イタリア     | 151    | 24     | 17     | 2      | 41        | 5         | 5       | 5       | 214  | 31   |
| 通算               | スペイン | スペイン     | 155    | 37     | 23     | 3      | 47        | 9         | 6       | 0       | 230  | 49   |
| 合計               | 合計     | 合計         | 506    | 95     | 61     | 7      | 117       | 23        | 11      | 0       | 695  | 125  |

### 代表での成績
出典
| 年   | 親善試合 | 親善試合 | ヨーロッパ | ヨーロッパ | ワールドカップ | ワールドカップ | 期間通算 | 期間通算 |
| 年   | 出場     | 得点     | 出場       | 得点       | 出場           | 得点           | 出場     | 得点     |
| ---- | -------- | -------- | ---------- | ---------- | -------------- | -------------- | -------- | -------- |
| 1994 | 1        | 2        | 1          | 0          | -              | -              | 2        | 2        |
| 1995 | 1        | 0        | 5          | 2          | -              | -              | 6        | 2        |
| 1996 | 7        | 1        | 5          | 0          | -              | -              | 12       | 1        |
| 1997 | 8        | 1        | -          | -          | -              | -              | 8        | 1        |
| 1998 | 7        | 3        | 3          | 0          | 5              | 2              | 15       | 5        |
| 1999 | 3        | 0        | 3          | 1          | -              | -              | 6        | 1        |
| 2000 | 8註1     | 2        | 5          | 2          | -              | -              | 13       | 4        |
| 2001 | 8        | 2        | -          | -          | -              | -              | 8        | 2        |
| 2002 | 5        | 1        | 3          | 0          | 1              | 0              | 9        | 1        |
| 2003 | 3        | 0        | 4          | 3          | -              | -              | 7        | 3        |
| 2004 | 3        | 1        | 4          | 3          | -              | -              | 7        | 4        |
| 2005 | 1        | 1        | 4          | 1          | -              | -              | 5        | 2        |
| 2006 | 4        | 0        | -          | -          | 6              | 3              | 10       | 3        |
| 合計 | 59       | 14       | 37         | 12         | 12             | 5              | 108      | 31       |

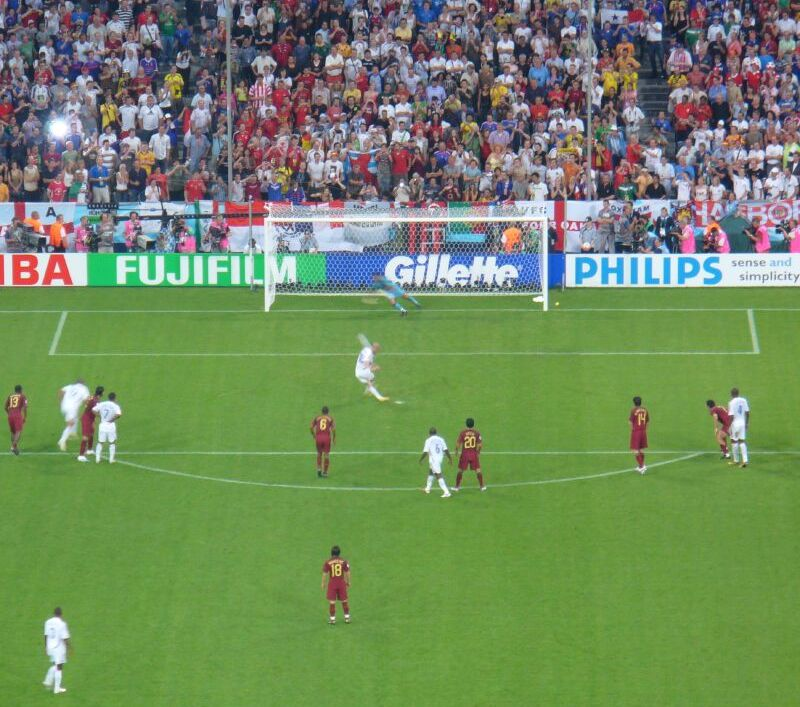
2006年W杯ポルトガル戦でPKを蹴るジダン

註1 フランスサッカー連盟は2000年8月16日に行われたFIFA選抜戦を国際Aマッチとして認めている。

### 代表でのゴール
出典
| #   | 日付           | 対戦場所                                                       | 対戦チーム       | スコア | 結果 | 大会                                    |
| --- | -------------- | -------------------------------------------------------------- | ---------------- | ------ | ---- | --------------------------------------- |
| 1.  | 1994年8月17日  | スタッド・シャバン・デルマ, ボルドー, フランス                 | チェコ           | 1-2    | 2-2  | 親善試合                                |
| 2.  | 1994年8月17日  | スタッド・シャバン・デルマ, ボルドー, フランス                 | チェコ           | 2-2    | 2-2  | 親善試合                                |
| 3.  | 1995年9月6日   | スタッド・ドゥ・アベー・デシャン, オセール, フランス           | アゼルバイジャン | 7-0    | 10-0 | UEFA EURO 1996・予選                    |
| 4.  | 1995年10月11日 | ゲンチェア・スタジアム, ブカレスト, ルーマニア                 | ルーマニア       | 1-3    | 1-3  | UEFA EURO 1996・予選                    |
| 5.  | 1996年2月21日  | スタッド・デ・コスティエール, ニーム, フランス                 | ギリシャ         | 3-1    | 3-1  | 親善試合                                |
| 6.  | 1997年6月11日  | パルク・デ・プランス, パリ, フランス                           | イタリア         | 1-0    | 2-2  | トゥルニー・ド・フランス                |
| 7.  | 1998年1月28日  | スタッド・ド・フランス, サン＝ドニ, フランス                   | スペイン         | 1-0    | 1-0  | 親善試合                                |
| 8.  | 1998年2月25日  | ベロドローム, マルセイユ, フランス                             | ノルウェー       | 2-1    | 3-3  | 親善試合                                |
| 9.  | 1998年5月27日  | スタッド・モハメド5世スタジアム, カサブランカ, モロッコ        | ベルギー         | 0-1    | 0-1  | ハサン2世トロフィー1998                 |
| 10. | 1998年7月12日  | スタッド・ド・フランス, サン＝ドニ, フランス                   | ブラジル         | 1-0    | 3-0  | 1998 FIFAワールドカップ・決勝           |
| 11. | 1998年7月12日  | スタッド・ド・フランス, サン＝ドニ, フランス                   | ブラジル         | 2-0    | 3-0  | 1998 FIFAワールドカップ・決勝           |
| 12. | 1999年9月8日   | ラズダン・スタジアム, エレバン, アルメリア                     | アルメニア       | 1-2    | 2-3  | UEFA EURO 2000・予選                    |
| 13. | 2000年2月23日  | スタッド・ド・フランス, サン＝ドニ, フランス                   | ポーランド       | 1-0    | 1-0  | 親善試合                                |
| 14. | 2000年6月4日   | スタッド・モハメド5世スタジアム, カサブランカ, モロッコ        | 日本             | 1-1    | 2-2  | ハサン2世トロフィー2000                 |
| 15. | 2000年6月25日  | ヤン・ブレイデルスタディオン, ブルッヘ, ベルギー               | スペイン         | 0-1    | 1-2  | UEFA EURO 2000・準々決勝                |
| 16. | 2000年6月28日  | ボードゥアン国王競技場, ブリュッセル, ベルギー                 | ポルトガル       | 1-2    | 1-2  | UEFA EURO 2000・準決勝                  |
| 17. | 2001年2月27日  | スタッド・ド・フランス, サン＝ドニ, フランス                   | ドイツ           | 1-0    | 1-0  | 親善試合                                |
| 18. | 2001年3月24日  | スタッド・ド・フランス, サン＝ドニ, フランス                   | 日本             | 1-0    | 5-0  | 親善試合                                |
| 19. | 2002年3月27日  | スタッド・ド・フランス, サン＝ドニ, フランス                   | スコットランド   | 1-0    | 5-0  | 親善試合                                |
| 20. | 2003年3月29日  | スタッド・フェリックス・ボラール, ランス, フランス             | マルタ           | 4-0    | 6-0  | UEFA EURO 2004・予選                    |
| 21. | 2003年3月29日  | スタッド・フェリックス・ボラール, ランス, フランス             | マルタ           | 6-0    | 6-0  | UEFA EURO 2004・予選                    |
| 22. | 2003年4月2日   | スタディオ・レンツォ・バルベラ, パレルモ, イタリア             | イスラエル       | 0-2    | 1-2  | UEFA EURO 2004・予選                    |
| 23. | 2004年6月6日   | スタッド・ド・フランス, サン＝ドニ, フランス                   | ウクライナ       | 1-0    | 1-0  | 親善試合                                |
| 24. | 2004年6月13日  | エスタディオ・ダ・ルス, リスボン, ポルトガル                   | イングランド     | 1-1    | 2-1  | UEFA EURO 2004・グループステージ        |
| 25. | 2004年6月13日  | エスタディオ・ダ・ルス, リスボン, ポルトガル                   | イングランド     | 2-1    | 2-1  | UEFA EURO 2004・グループステージ        |
| 26. | 2004年6月21日  | エスタディオ・シダーデ・デ・コインブラ, コインブラ, ポルトガル | スイス           | 0-1    | 1-3  | UEFA EURO 2004・グループステージ        |
| 27. | 2005年8月17日  | スタッド・ドゥ・ラ・モッソン, モンペリエ, フランス             | コートジボワール | 2-0    | 3-0  | 親善試合                                |
| 28. | 2005年10月12日 | スタッド・ド・フランス, サン＝ドニ, フランス                   | キプロス         | 1-0    | 4-0  | 2006 FIFAワールドカップ・ヨーロッパ予選 |
| 29. | 2006年6月27日  | ニーダーザクセンシュタディオン, ハノーファー, ドイツ           | スペイン         | 1-3    | 1-3  | 2006 FIFAワールドカップ決勝T, 1回戦     |
| 30. | 2006年7月5日   | アリアンツ・アレーナ, ミュンヘン, ドイツ                       | ポルトガル       | 0-1    | 0-1  | 2006 FIFAワールドカップ準決勝           |
| 31. | 2006年7月9日   | オリンピック・スタジアム, ベルリン, ドイツ                     | イタリア         | 0-1    | 1-1  | 2006 FIFAワールドカップ・決勝           |

## 監督成績
2021年5月22日現在
| クラブ                             | 就任          | 退任          | 記録 | 記録 | 記録 | 記録 | 記録 | 記録 | 記録 | 記録   |
| クラブ                             | 就任          | 退任          | 試   | 勝   | 分   | 敗   | 得   | 失   | 差   | 勝率   |
| ---------------------------------- | ------------- | ------------- | ---- | ---- | ---- | ---- | ---- | ---- | ---- | ------ |
| レアル・マドリード・カスティージャ | 2014年6月25日 | 2016年1月4日  | 57   | 26   | 17   | 14   | 88   | 58   | +30  | 045.61 |
| レアル・マドリード                 | 2016年1月4日  | 2018年5月31日 | 149  | 104  | 29   | 16   | 393  | 160  | +233 | 069.80 |
| レアル・マドリード                 | 2019年3月11日 | 2021年5月27日 | 114  | 69   | 25   | 20   | 207  | 104  | +103 | 060.53 |
| 合計                               | 合計          | 合計          | 320  | 200  | 70   | 50   | 693  | 325  | +368 | 062.50 |

## タイトル

### 選手時代
FCジロンダン・ボルドー
- UEFAインタートトカップ：1995

ユヴェントス
- セリエA：1996-97, 1997-98
- スーペルコッパ・イタリアーナ：1997
- UEFAスーパーカップ：1996
- インターコンチネンタルカップ：1996
- UEFAインタートトカップ：1999

レアル・マドリード
- プリメーラ・ディビシオン：2002-03
- スーペルコパ・デ・エスパーニャ：2001, 2003
- UEFAチャンピオンズリーグ： 2001-02
- UEFAスーパーカップ：2002
- インターコンチネンタルカップ：2002

フランス代表
- FIFAワールドカップ：1998
- UEFA欧州選手権：2000

### 指導者時代
レアル・マドリード
- プリメーラ・ディビシオン：2016-17, 2019-20
- スーペルコパ・デ・エスパーニャ：2017, 2019
- UEFAチャンピオンズリーグ：2015-16, 2016-17, 2017-18
- UEFAスーパーカップ：2016, 2017
- FIFAクラブワールドカップ：2016, 2017

### 個人
選手時代
- リーグ・アン年間最優秀若手選手：1994
- リーグ・アン年間最優秀選手：1996
- セリエA最優秀外国人選手：1996-97, 2000-01
- UEFA年間最優秀MF賞：1997-98
- 世界年間最優秀選手（ワールドサッカー誌）: 1998
- フランス最優秀選手（フランス・フットボール誌）: 1998, 2002
- ESMベストイレブン：1998, 2002, 2003, 2004
- FIFAワールドカップベストイレブン 1998, 2006
- FIFAワールドカップ最優秀選手賞：2006
- FIFA最優秀選手賞：1998, 2000, 2003
- バロンドール：1998
- オンズドール：1998, 2000, 2001
- UEFA欧州選手権ベストイレブン：2000, 2004
- UEFA欧州選手権大会最優秀選手：2000
- セリエA最優秀選手：2000-01
- UEFA年間最優秀選手：2001-02
- UEFAチーム・オブ・ザ・イヤー：2001, 2002, 2003
- リーガ・エスパニョーラ最優秀外国人選手：2002
- FIFProワールドイレブン：2005, 2006
- FIFAワールドカップ最優秀選手：2006
- IFFHS World's Best Playmaker：2006

指導者時代
- オンズドール年間最優秀監督賞：2017, 2018, 2021
- FIFA最優秀監督賞：2017
- ワールドサッカー選定世界最優秀監督賞：2017
- IFFHS世界クラブ最優秀監督：2017, 2018
- ミゲル・ムニョス賞：2019-20

その他
- 20世紀の偉大なサッカー選手100人（ワールドサッカー誌）28位：1999
- FIFA 100：2004
- 過去50年間欧州最優秀選手（UEFAゴールデンジュビリーポール）: 2004
- UNFP名誉トロフィー：2007
- ゴールデンフット賞（all time legend）：2008
- マルカ・レジェンダ：2008
- レジオンドヌール勲章 シュヴァリエ / オフィシエ：1998 / 2009
- ローレウス世界スポーツ賞生涯功労賞：2011
- UNFP 20年間最優秀チーム：2011
- バロンドール・ドリームチーム セカンドチーム：2020